# Hjulsbro

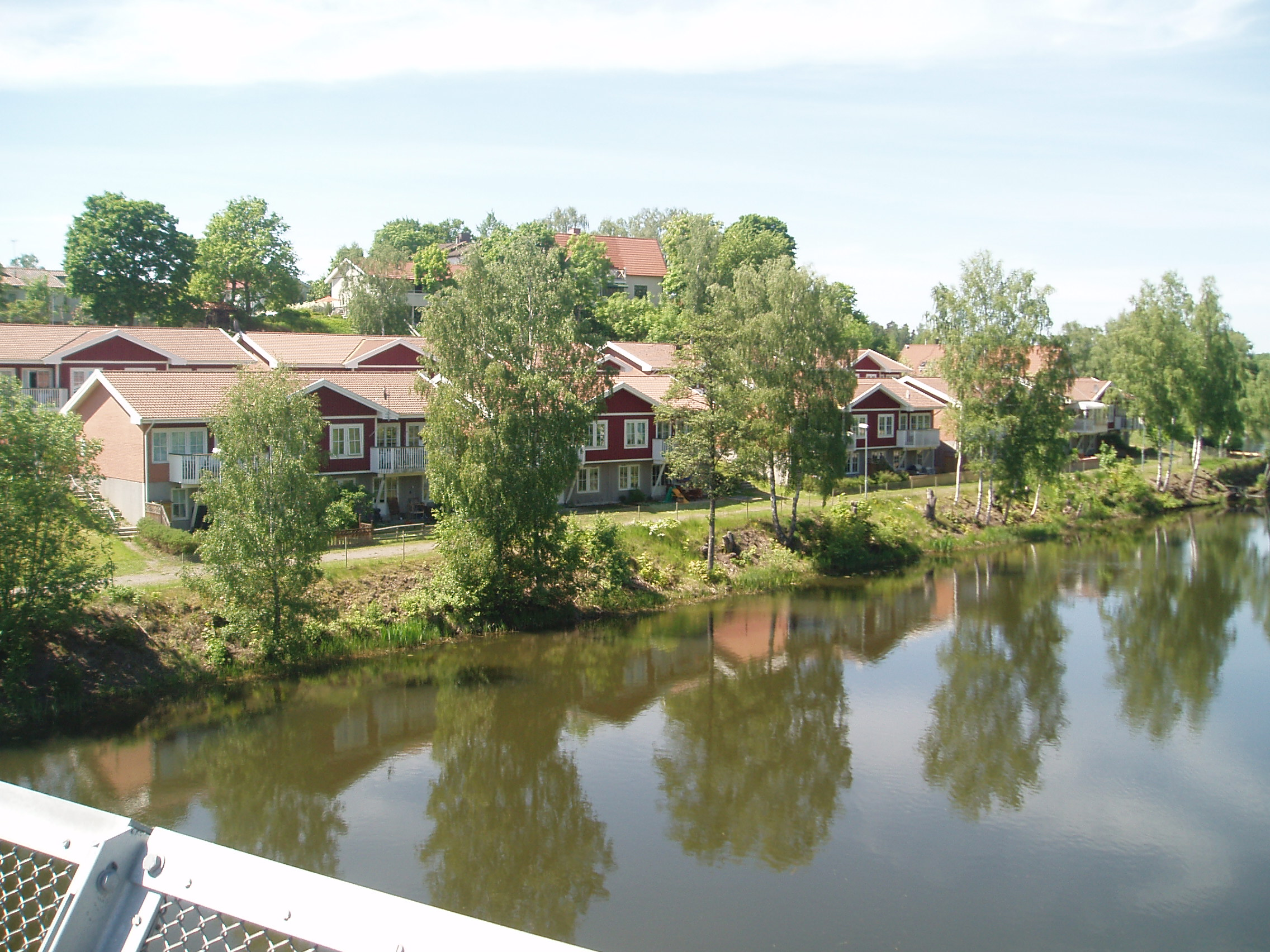
Hus vid Stångån, i Hjulsbro, där fabriken tidigare låg.

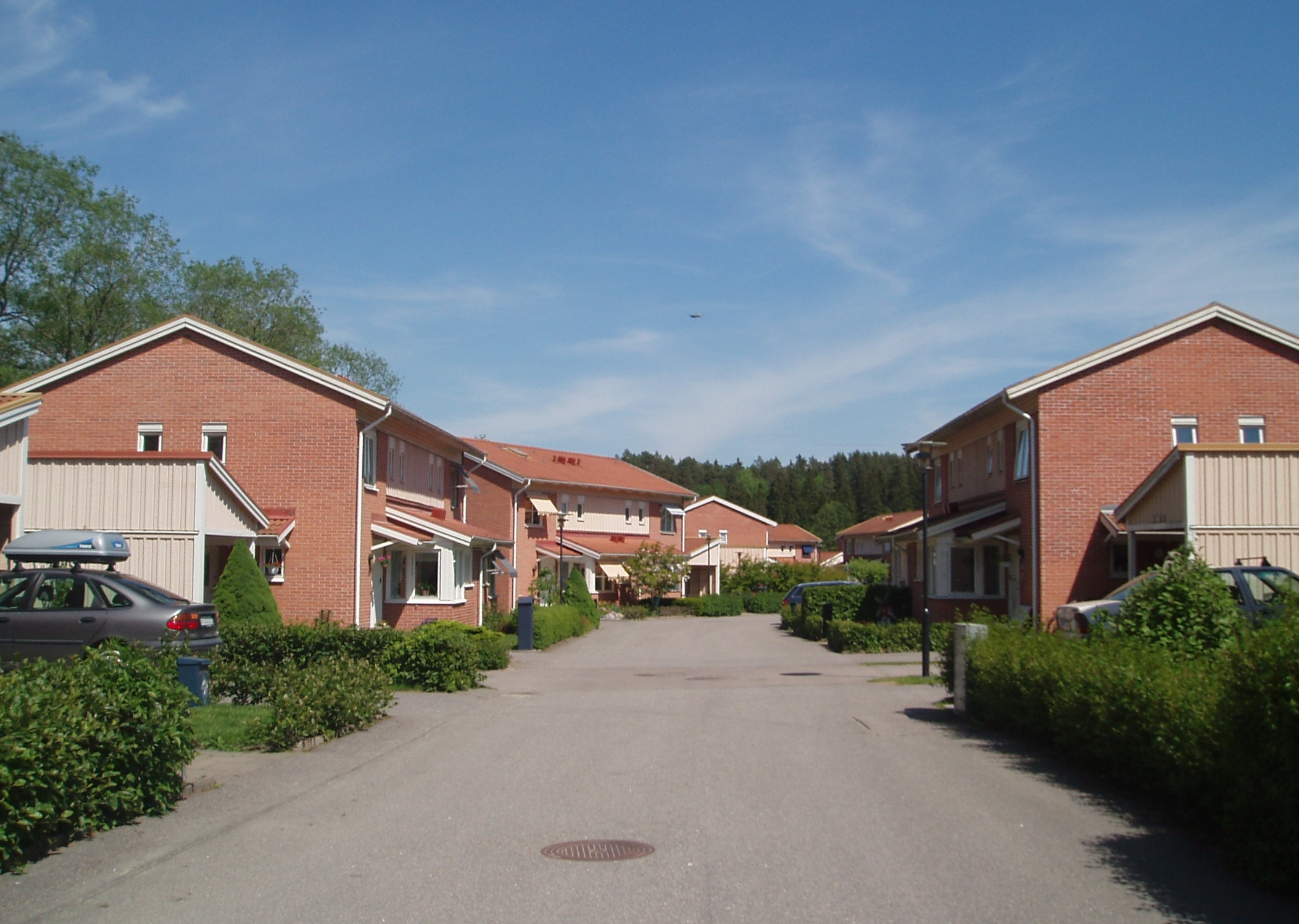
Hus i Jakobsdal, i norra Hjulsbro.

Hjulsbro är en stadsdel i sydöstra Linköping i Östergötland. Hjulsbro är beläget vid en fors i Stångån i mellersta Landeryds socken.
Norra delen av Hjulsbro kallas för Jakobsdal där det bland annat finns en badplats vid Stångån. Söder om Jakobsdal ligger ett område som kallas för Kvinneby. Här ligger Kvinnebyskolan (år 1-6) och vid Stångån ligger Hackefors sluss. Längre söderut ligger det ursprungliga Hjulsbro med bland annat Hjulsbro sluss, Hjulsbroskolan (år 1-6) samt badplatsen Hjulsbrobadet (strax söder om vägbron).

## Historik
Namnet Hjulsbro härrör från mansnamnet Giurdh, i de äldsta skrifterna omnämnt som Giurdhsbro. Troligt är att Giurdh var inblandad i uppförandet av en bro över ån. Troligtvis fanns ett vadställe på platsen innan bron uppfördes. Via omskrivningar och dialektala ändringar har det så småningom blivit Hjulsbro. 
Hjulsbro blev även namnet på en gård med tillhörande kvarn i forsen. År 1505 köptes gården av den sedermera kände linköpingsbiskopen Hans Brask. På 1860-talet byggdes Hjulsbro sluss i forsen i samband med konstruktionen av Kinda kanal. Den gamla landsvägen genom Hjulsbro passerade via en svängbro över slussen samt en balkbro och en valvbro av sten över forsen. 1952 byggdes den nuvarande landsvägsbron, Hjulsbrobron ca 100 meter söder om slussen. Någon gång under 1970-talet revs svängbron över slussfåran och balkbron över den gamla forsfåran. En ny balkbro ersatte den gamla och en ny klaffbro över slussfåran byggdes, båda 2014.
Gården och kvarnen fanns kvar fram till 1906, då de revs och ersattes av en fabrik, Hjulsbro Tråddrageri- och Spikfabrik. Runt fabriken växte det moderna samhället Hjulsbro fram. När Östra Centralbanan byggdes 1901, tillkom Hjulsbro station strax öster om samhället. I samhället uppfördes under 1900-talet livsmedelsaffärer, brandstation, kaféer, bibliotek, Godtemplargård, Hjulsbro Möbelfabrik och Hjulsbroskolan. Strax söder om samhället låg Hjulsbrovarvet, ett reparationsvarv för Kinda kanals fartyg under åren 1931-1948.
Hageby skola byggdes 1918 i närheten av järnvägsstationen. Den ersattes 1960 av den större Hjulsbroskolan som byggdes intill och samlade elever från Ullstämma skola och Kyrkskolan som lades ner. En tid användes en del av Hageby skolas slöjdlokaler av Hjulsbroskolan men den revs 1980.
Hjulsbrobadet anlades med sand, brygga, kiosk  och staket mot Vårdsbergsvägen 1955 av Landeryds kommun. Efter flera inbrott på kiosken lades verksamheten ner 1986, byggnaden revs 1991.
Området Kvinneby är uppkallat efter en by "Qwinneby" redan omnämnd 1412.  "Historiskt sett så är dagens områdesnamn  Ekholmen och Kvinneby felplacerade. Området som benämns som Kvinneby var platsen  för Ekholmen gård och ägor, medan Ekholmen centrum med hyreshus är byggda på  forna Kvinnebys ägor".
Hjulsbro gränsar till stadsdelarna Johannelund, Hackefors, Ullstämma och Ekholmen.
Under en tid var "Skogsvallen" en plats med fotbollsplaner för hemmalaget. 2018 antogs en detaljplan vilket medförde byggnation på Skogsvallen. Det ska byggas nya bostäder och andra hus.

## Sport
Hjulsbro IdrottsKlubb, HjIK, har ett aktivt fotbollslag i östra Götalands division 3. Föreningen bildades 25 juni 1930.

## Befolkningsutveckling
| Befolkningsutvecklingen i Hjulsbro 1950–1970 | Befolkningsutvecklingen i Hjulsbro 1950–1970 | Befolkningsutvecklingen i Hjulsbro 1950–1970 | Befolkningsutvecklingen i Hjulsbro 1950–1970 | Befolkningsutvecklingen i Hjulsbro 1950–1970 |
| -------------------------------------------- | -------------------------------------------- | -------------------------------------------- | -------------------------------------------- | -------------------------------------------- |
|                                              |                                              |                                              |                                              |                                              |
| År                                           |                                              |                                              | Folkmängd                                    |                                              |
| 1950                                         | 1950                                         |                                              | 778                                          |                                              |
| 1960                                         | 1960                                         |                                              | 1 151                                        |                                              |
| 1965                                         | 1965                                         |                                              | 1 561                                        |                                              |
| Anm.: Sammanvuxen med Linköping 1970         |                                              |                                              |                                              |                                              |